# 355. strelska divizija (ZSSR)
355. strelska divizija (izvirno rusko 355. стрелковая дивизия; kratica 355. SD) je bila strelska divizija Rdeče armade v času druge svetovne vojne.

## Zgodovina
Divizija je bila ustanovljena septembra 1941 v Kirovu in uničena julija 1942 med bitko za Ržev. Pozneje so jo ponovno ustanovili.